# La sindone
La sindone (en français : « le suaire ») est une œuvre pour orchestre du compositeur estonien Arvo Pärt composée en 2005.

## Historique
Cette œuvre est une commande au compositeur du Festival musical de Turin de septembre et est dédiée à l'écrivain Enzo Restagno. Elle fut créée le 15 février 2006 lors du festival de Turin par l'Orchestre symphonique national estonien dirigé par Olari Elts.
Elle fait référence au Saint-Suaire conservé dans la cathédrale Saint-Jean-Baptiste de Turin depuis 1578.

## Structure
La sindone est une œuvre en un mouvement unique dont l'exécution dure environ 16 minutes.

## Discographie sélective
- Sur le disque In principio par le Chœur de chambre philharmonique estonien dirigé par Tõnu Kaljuste chez ECM Records, 2009.